# Znovuzískaná území

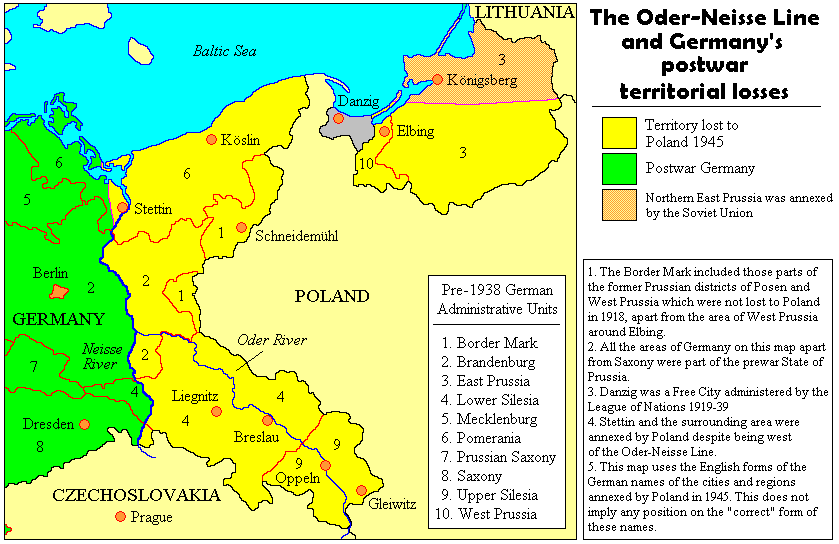
Znovuzískaná území (tmavě žlutá)

Znovuzískaná území (polsky Ziemie Odzyskane, německy Wiedergewonnene Gebiete) je polský výraz pro Východní území Německé říše a Svobodné město Gdaňsk, které po druhé světové válce připadly Polsku.
Výraz Znovuzískaná území pochází z doby někdejší Polské lidové republiky, jejíž vláda vytvořila Ministerstvo pro Znovuzískaná území určené výhradně pro tyto záležitosti. Název odkazoval na polské území z konce 10. a počátku 11. století za vlády Boleslava Chrabrého, s údajně odvěkým polským charakterem. Šéfem Ministerstva pro Znovuzískaná území byl první tajemník Polské sjednocené strany pracujících a místopředseda vlády Władysław Gomułka.